# Adamskostume
At en mand er iført adamskostume er en eufemisme eller en spøgefuld omskrivning for at han er fuldkommen nøgen.
Hentydningen er naturligvis[kilde mangler] til Bibelens skabelsesberetning: "Adam og hans kvinde var nøgne, men de skammede sig ikke" (1 Mos 2,25).